# Laurențiu Dumănoiu
Laurențiu Dumănoiu (ur. 23 lipca 1951 w Râmnicu Vâlcea, zm. 21 października 2014) – rumuński siatkarz, medalista igrzysk olimpijskich.

## Życiorys
Uczestnik igrzysk w Monachium, gdzie Rumunia zajęła 5. miejsce. Dumănoiu był w składzie reprezentacji Rumunii podczas igrzysk olimpijskich 1980 w Moskwie. Jego reprezentacja zdobyła brązowy medal. Brązowy medalista mistrzostw Europy z 1971 oraz 1977 roku.
Zawodnik Dinama Bukareszt, z którym zdobył puchar Zdobywców Pucharów siatkarzy w sezonie 1978/1979.